# Crans-Montana
Crans-Montana je obec v okrese Sierre v kantonu Valais ve Švýcarsku. Leží ve Walliských Alpách a je známým lyžařským střediskem. Politická obec vznikla sloučením dříve samostatných lyžařských center Crans a Montana. Žije zde přibližně 10 tisíc obyvatel.

## Geografie

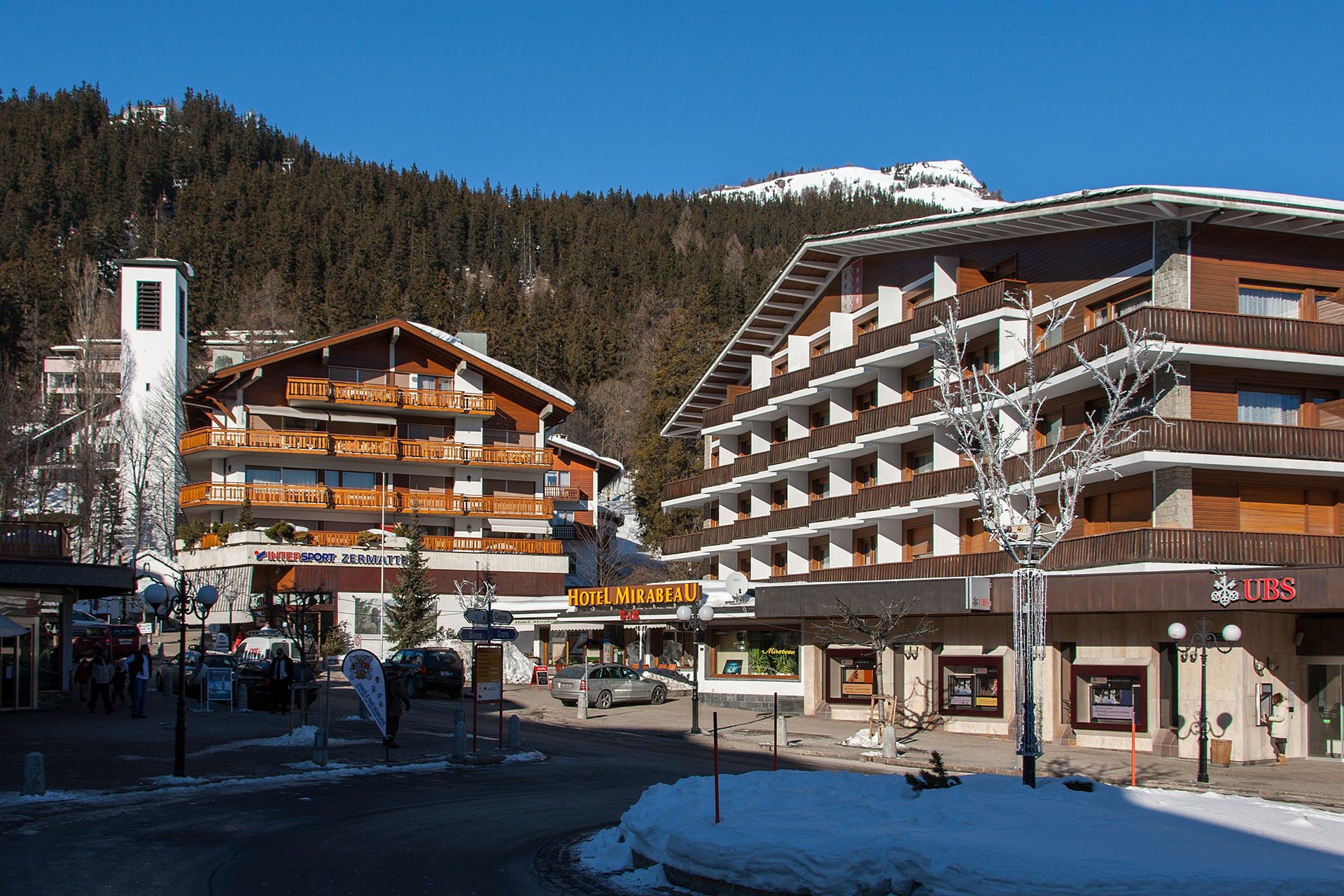
Centrum střediska

Crans-Montana leží ve francouzsky mluvící části kantonu Valais. Nachází se na náhorní plošině nad městem Sierre v nadmořské výšce přibližně 1500 m, což umožňuje dobrý výhled na Walliské Alpy a zejména na vrchol Weisshorn. Středisko vzniklo spojením dvou středisek Crans a Montana; politická obec se skládá ze šesti bývalých samostatných obcí (místních částí) Chermignon, Icogne, Lens, Mollens, Montana a Randogne.

## Historie
Rekreační oblast Crans-Montana byla původně známá jako turistické centrum na náhorní plošině kolem obce Montana, která se rozrostla spolu s rekreační osadou Crans-sur-Sierre, nově založenou v roce 1929, a v turistickém žargonu se proslavila pod tímto dvojím názvem.
Turismus v Crans-Montaně vznikl v roce 1892, kdy zde pánové Antille a Zufferey ze Sierre otevřeli hotel Hôtel du Parc. Skutečným zakladatelem klimatických lázní Crans-Montana je však Théodore Stephani, který v roce 1897 přivedl na tuto náhorní plošinu zdobenou jezírky a rozsáhlými smrkovými lesy své pacienty a v roce 1899 zde otevřel sanatorium Beauregard.
V Crans-Montaně se nachází mezinárodně uznávaná Mezinárodní škola hotelnictví Les Roches.

## Turismus a sport

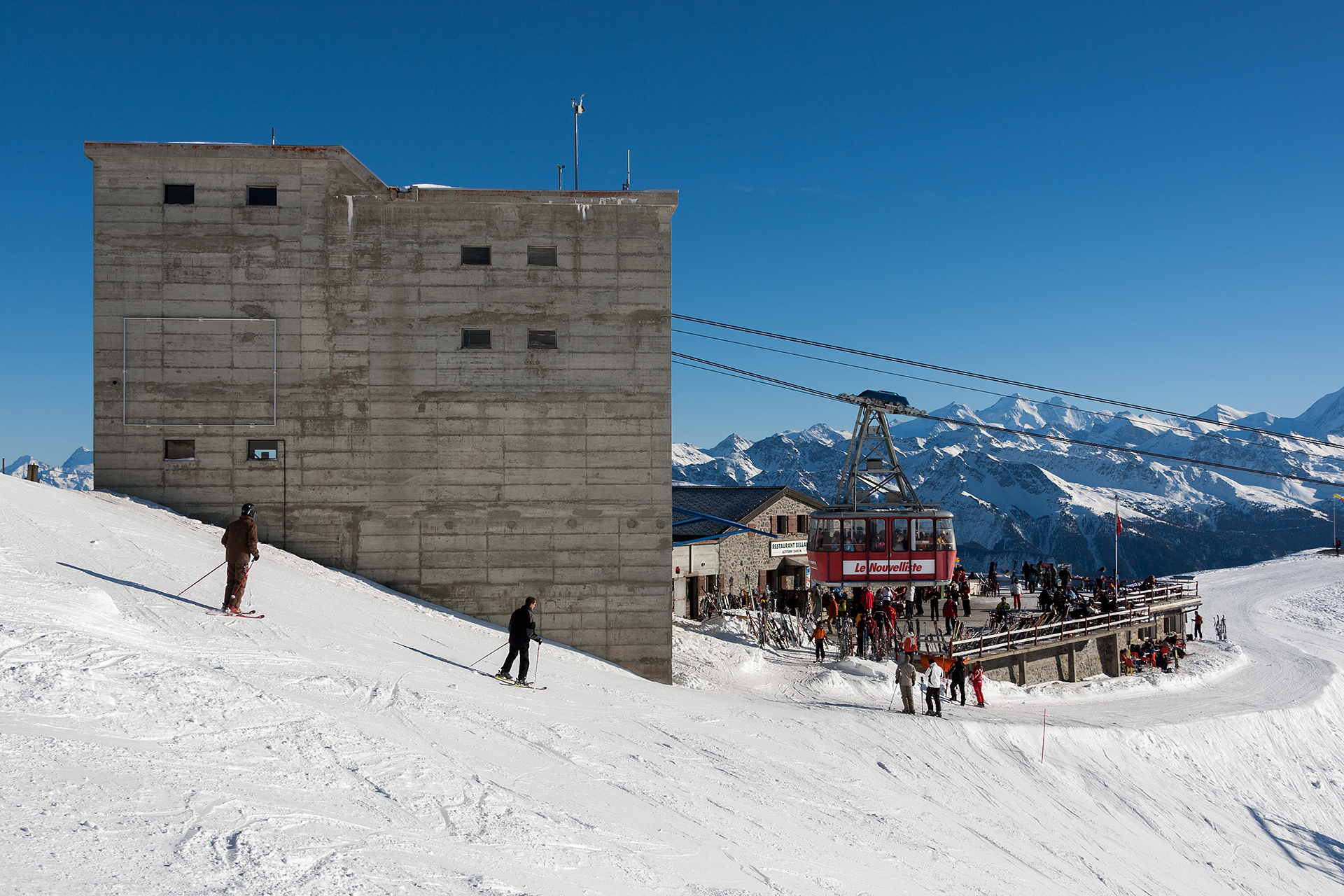
Vrchol Bella Lui

V okolí střediska Crans-Montana je k dispozici přes 140 km sjezdovek s nejvyšší nadmořskou výškou 2927 m n. m. na vrcholu Plaine Morte. Crans-Montana je pořadatelem závodů Světového poháru v alpském lyžování (především ženských rychlostních disciplín) a v roce 1987 zde proběhlo mistrovství světa v alpském lyžování. Lokalita každoročně hostí také hudební festival Caprices Festival.
V létě je Crans-Montana centrem golfu. Golfový klub Crans-sur-Sierre, který zde má dvě golfová hřiště (9 a 18 jamek), zde každoročně pořádá Omega European Masters, jeden z nejznámějších golfových turnajů v Evropě.
Koncem 60. let 20. století se na cestě ze Sierre do Crans-Montany konal horský závod, který se rovněž započítával do mistrovství Evropy v závodech automobilů do vrchu. V roce 2008 se v Crans-Montaně konalo mistrovství světa v běhu do vrchu.
Lanovky a kabinkové lanovky, stejně jako 135 km dlouhá síť stezek pro pěší turisty a horská kola, umožňují přístup k ledovcům, skalním útvarům, horským jezerům, alpám, loukám a jehličnatým lesům na jižním okraji Bernských Alp severně od vysoké terasy Crans-Montany. Lanovka Crans-Cry d'Er byla uvedena do provozu v roce 1950. Byla to jedna z prvních lanovek na světě založená na systému Bell/Wallmannsberger. Na hřebenech ve výšce asi 3000 m n. m. za Wildstrubelem, podél ledovce Plaine-Morte, Weisshornu, Mittaghornu, Rohrbachsteinu a Wetzsteinhornu probíhá jazyková hranice mezi francouzsky a německy mluvícím Švýcarskem a zároveň hranice do kantonu Bern. Do této sítě cest je zahrnuto i jezero Lac de Tseuzier (1777 m n. m.).
Z vyhlídkového místa pod horou Bella Lui (2548 m n. m.) lze za jasného počasí pozorovat ledovce Walliských Alp jižně od Rhôny ve spektru od skupiny Mischabel na východě až po vrcholy v dolním Valais na západě, včetně Matterhornu a Mont Blancu.

## Osobnosti
- Katherine Mansfieldová (1866–1941), žila v obci v letech 1921–1922
- Roger Moore (1927–2017), britský herec, žil v obci
- Radovan Vítek (* 1971), český miliardář, žije v obci